# Morgen (film)
Morgen è un film del 2010 diretto da Marian Crisan.

## Riconoscimenti
- 2010 - Locarno Festival
  - Premio speciale della giuria